# Luxe
El luxe és el conjunt de productes i serveis de preu elevat que marquen distinció social i econòmica, justament per ser assequibles per a poques persones. Hi ha productes intrínsecament de luxe, com els de la joieria, d'altres que són luxosos per la seva escassedat, com el caviar negre i d'altres que corresponen a una marca comercial de gamma alta, com peces de roba o cotxes.
El luxe s'associa als colors groc (per l'or) i negre, per això aquests dos tons són els que predominen en els anuncis de productes de luxe. A la majoria de països, aquests béns estan gravats amb impostos específics. Una marca de luxe pot perdre el seu valor si es massifica, per això les empreses s'especialitzen a oferir pocs béns de luxe a un preu alt o bé tenen diferents divisions, una destinada als compradors del luxe i les altres per a diferents sectors socials.
El luxe indica poder econòmic i diferenciació i per això està present als palaus dels governants de diferents èpoques. Ha estat criticat com una ostentació pecaminosa per determinats corrents cristians (com els franciscans) per coexistir amb la pobresa i la misèria en una mateixa comunitat.